# 穆罗斯-诺亚湾
穆罗斯-诺亚湾是西班牙加利西亚自治区拉科鲁尼亚省西南部下溺湾的一部分，也是坦布雷河的入海口。

## 地理

下溺湾位置图

穆罗斯-诺亚湾属于溺灣地形，它位于巴爾班薩山脈西部，北临科尔库维翁湾，南临阿罗萨湾。

## 经济
穆罗斯-诺亚湾沿岸地区的经济以贻贝养殖为主，主要养殖方式为筏式养殖。根据1997年统计数据，穆罗斯-诺亚湾共设有118个筏位，每筏的年产量为6.97万吨。

## 旅游
溺湾沿岸分布着五个市镇：穆罗斯、欧特斯、诺亚、洛萨梅和松港，连接市镇的沿岸公路旁种有桉树。这里拥有许多海滩，是开展冲浪和帆板等水上运动的理想场所。

## 图集

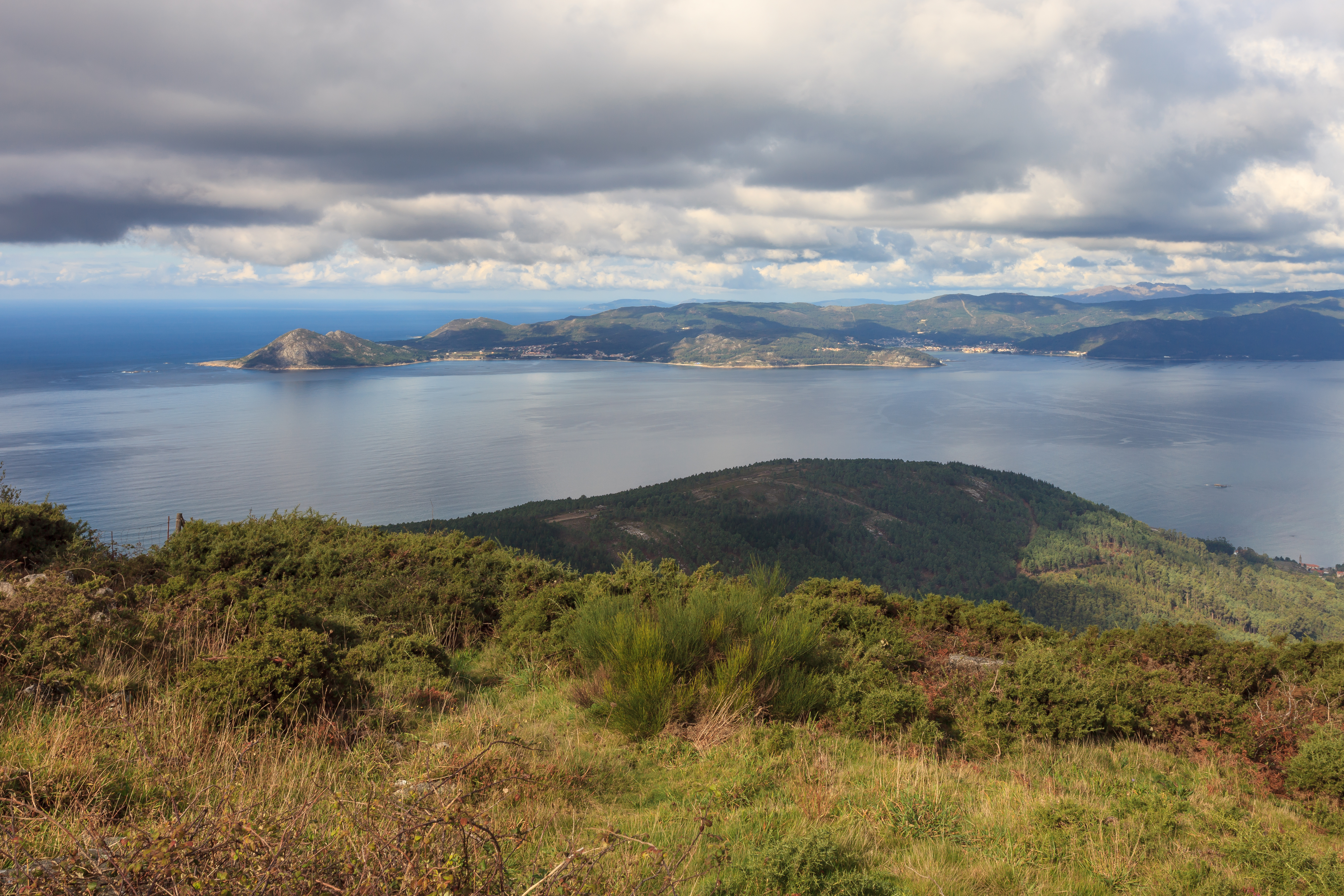
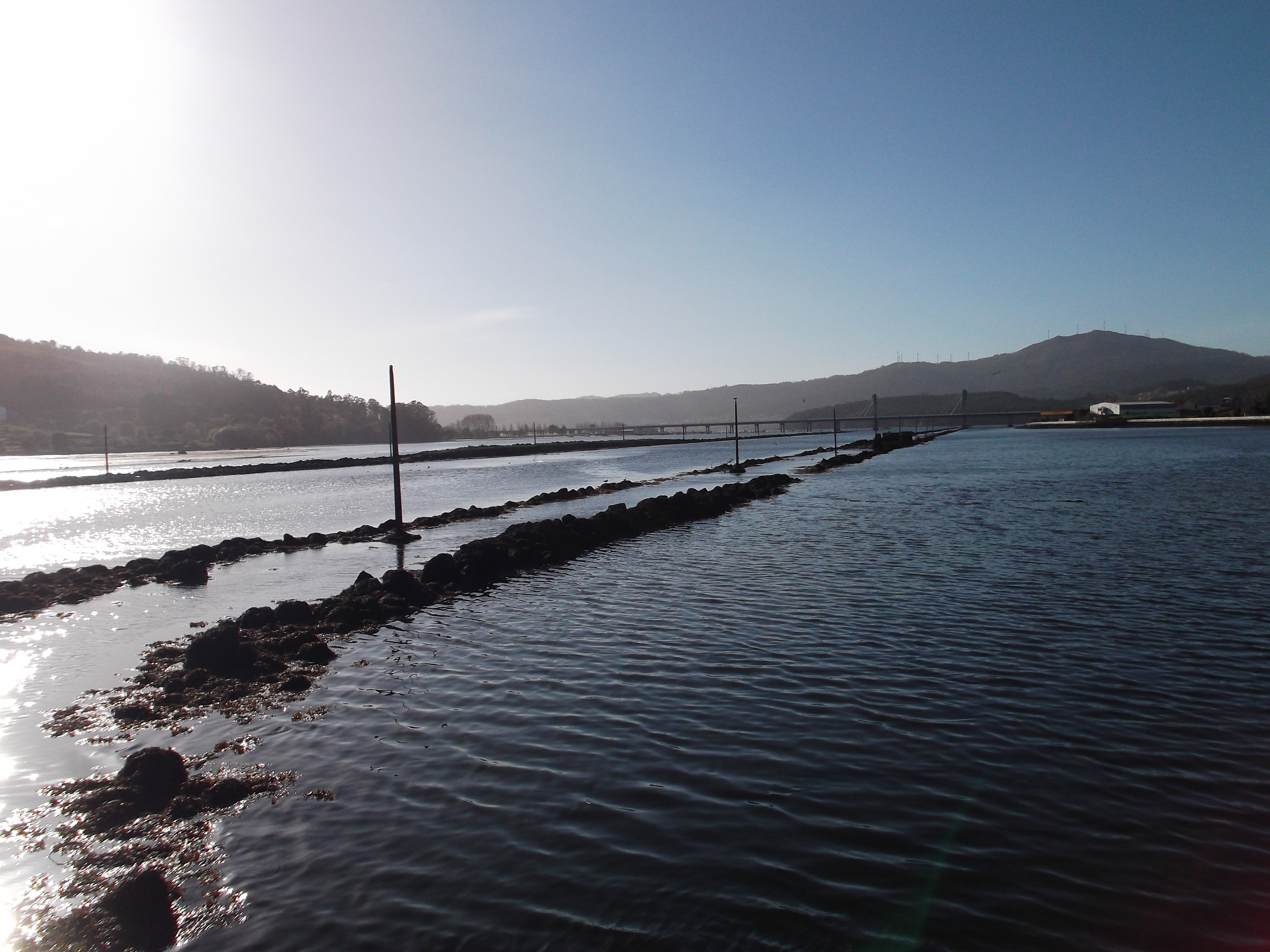
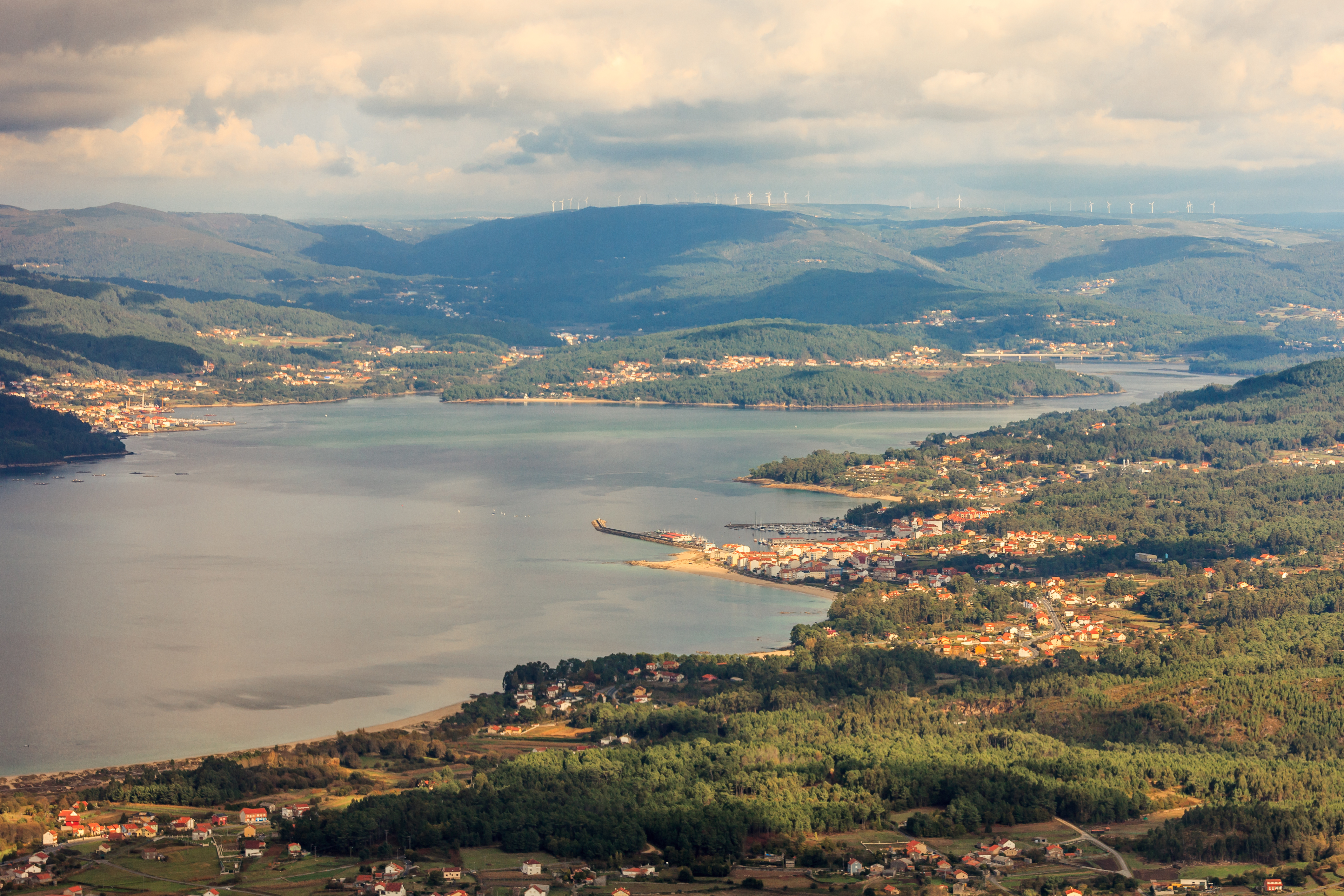
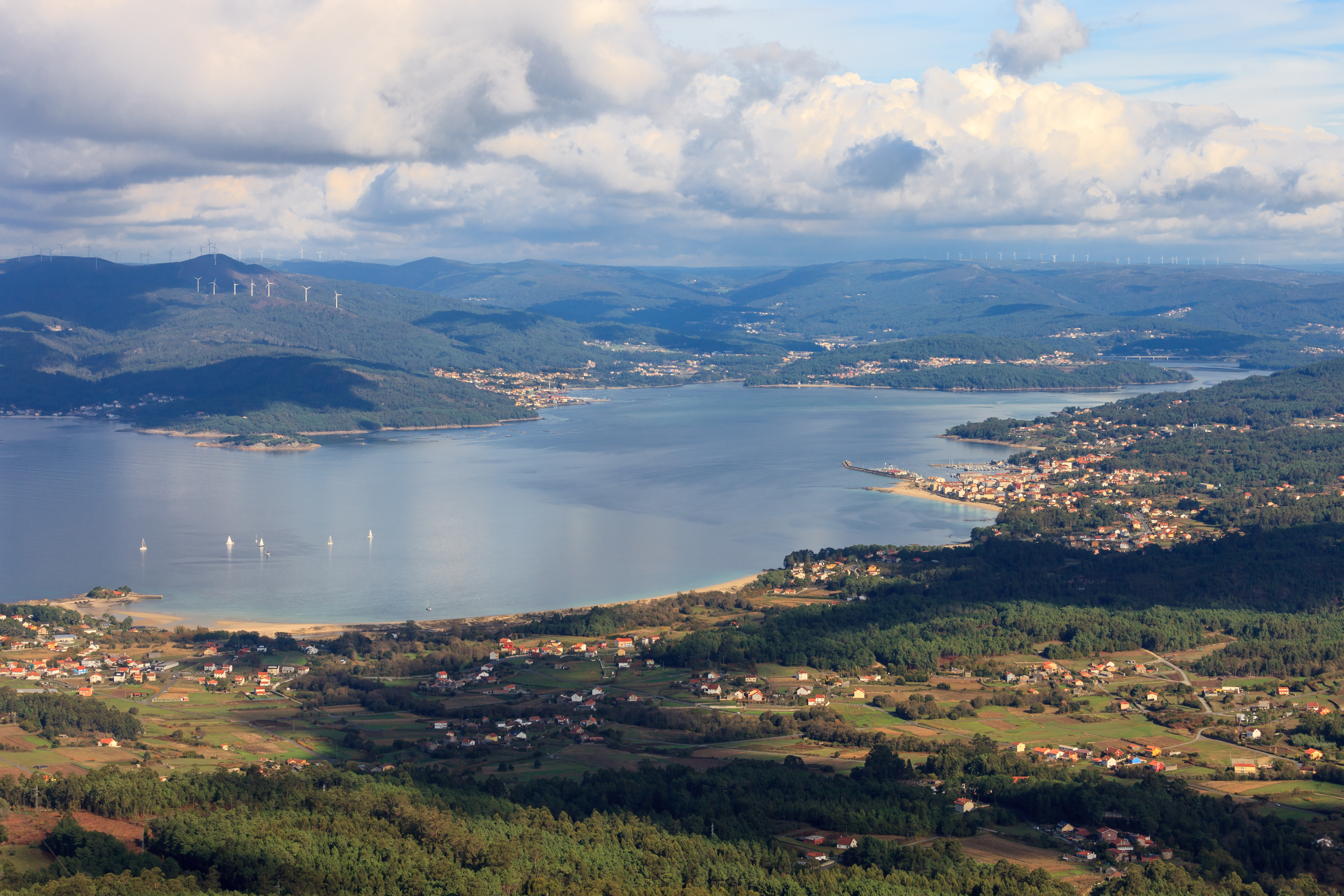
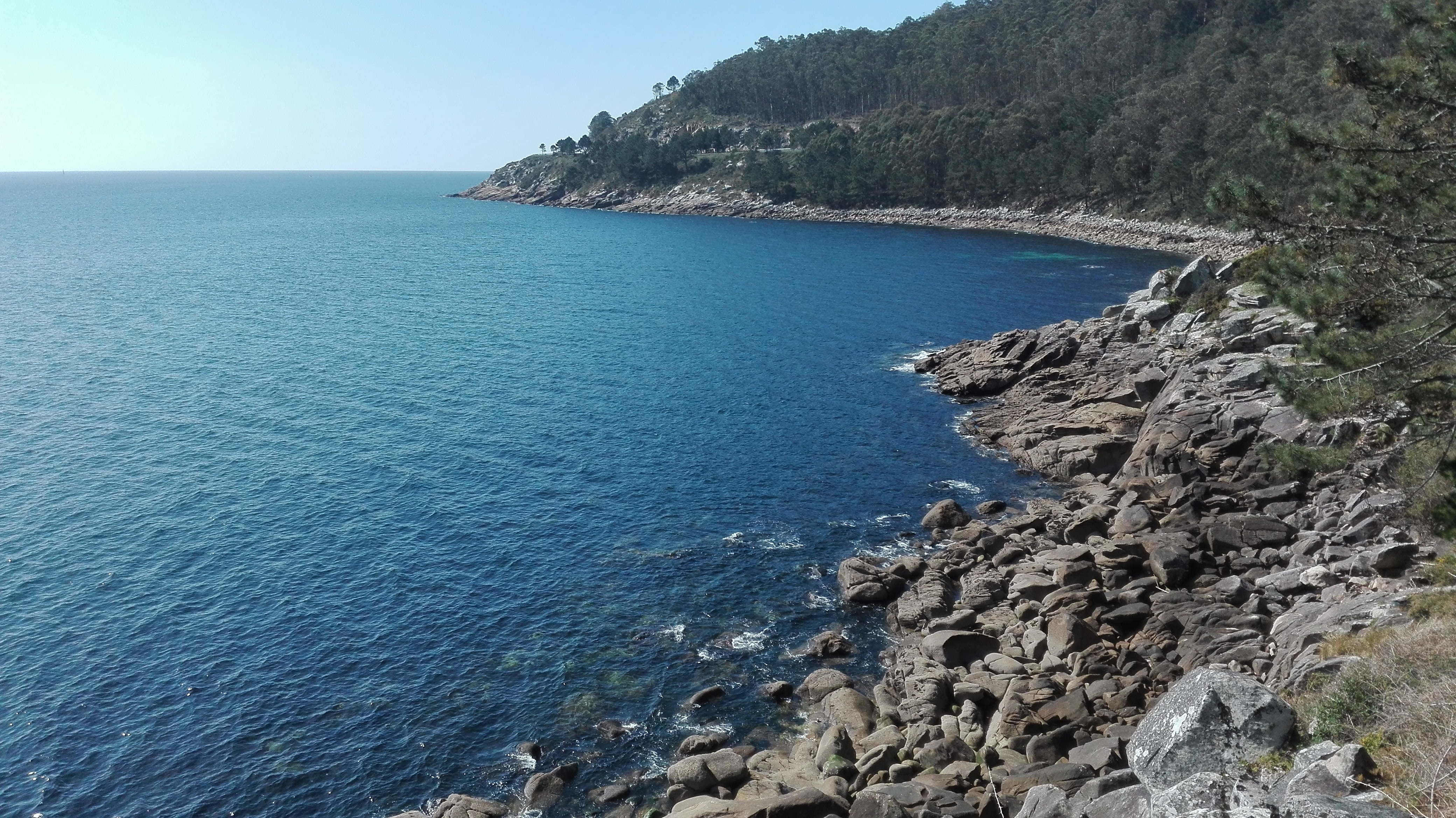